# HMS Hapy Entrance
HMS Hapy Entrance — англійський військовий корабель XVII століття. Побудований у Дептфорді та спущений на воду в 1619 році. Король Яків I спочатку назвав корабель «Buckingham's Entrance» на честь призначення свого фаворита Джорджа Вільєрса, 1-го герцога Бекінгемського, лордом-верховним адміралом Англії . Але згодом її перейменували.
Під час Другої громадянської війни в Англії служило на боці парламенту під командуванням Річарда Беділі. У квітні 1649 року моряки з «Hapy Entrance» захопили та спалили корабель роялістів «Антилопу» в Геллевутслейсі в Нідерландах. Тоді «Антилопі» було понад 100 років, і вона брала участь в кампанії 1588 року проти Іспанської Армади.
«Hapy Entrance» був знищений пожежею в 1658 році.